# العلاقات البوروندية الموريشيوسية
العلاقات البوروندية الموريشيوسية هي العلاقات الثنائية التي تجمع بين بوروندي وموريشيوس.

## مقارنة بين البلدين
هذه مقارنة عامة ومرجعية للدولتين:
| وجه المقارنة                                              | بوروندي                                    | موريشيوس                 |
| --------------------------------------------------------- | ------------------------------------------ | ------------------------ |
| المساحة (كم2)                                             | 27.83 ألف                                  | 2.04 ألف                 |
| عدد السكان (نسمة)                                         | 10.86 مليون                                | 1.26 مليون               |
| الكثافة السكانية (ن./كم²)                                 | 390.23                                     | 617.65                   |
| العاصمة                                                   | بوجومبورا، جيتيغا                          | بورت لويس                |
| اللغة الرسمية                                             | اللغة الكيروندية، لغة فرنسية، لغة إنجليزية | لغة إنجليزية، لغة فرنسية |
| العملة                                                    | فرنك بوروندي                               | روبي موريشي              |
| الناتج المحلي الإجمالي (بليون دولار)                      | 3.48 مليار                                 | 13.34 مليار              |
| الناتج المحلي الإجمالي (تعادل القوة الشرائية) بليون دولار | 8.13 مليار                                 | 25.36 مليار              |
| الناتج المحلي الإجمالي الاسمي للفرد دولار أمريكي          | 277                                        | 9.25 ألف                 |
| الناتج المحلي الإجمالي للفرد دولار أمريكي                 | 77                                         | 18.59 ألف                |
| مؤشر التنمية البشرية                                      | 0.400                                      | 0.777                    |
| رمز المكالمات الدولي                                      | +257                                       | +230                     |
| رمز الإنترنت                                              | .bi                                        | .mu                      |
| المنطقة الزمنية                                           | ت ع م+02:00                                | ت ع م+04:00              |

## منظمات دولية مشتركة
يشترك البلدان في عضوية مجموعة من المنظمات الدولية، منها:
| علم المنظمة | اسم المنظمة                                 | تاريخ انضمام بوروندي | تاريخ انضمام موريشيوس |
| ----------- | ------------------------------------------- | -------------------- | --------------------- |
|             | مؤسسة التنمية الدولية                       | 28 سبتمبر 1963       | 23 سبتمبر 1968        |
|             | يونسكو                                      | 16 نوفمبر 1962       | 25 أكتوبر 1968        |
|             | وكالة ضمان الاستثمار متعدد الأطراف          | 10 مارس 1998         | 28 ديسمبر 1990        |
|             | الأمم المتحدة                               | 18 سبتمبر 1962       | 24 أبريل 1968         |
|             | مجموعة دول أفريقيا والكاريبي والمحيط الهادئ | ?                    | ?                     |
|             | الاتحاد البريدي العالمي                     | ?                    | ?                     |
|             | البنك الدولي للإنشاء والتعمير               | 28 سبتمبر 1963       | 23 سبتمبر 1968        |
|             | الاتحاد الدولي للاتصالات                    | 16 فبراير 1963       | 30 أغسطس 1969         |
|             | منظمة حظر الأسلحة الكيميائية                | ?                    | ?                     |
|             | مؤسسة التمويل الدولية                       | 28 نوفمبر 1979       | 23 سبتمبر 1968        |
|             | المركز الدولي لتسوية المنازعات الاستشارية   | 5 ديسمبر 1969        | 2 يوليو 1969          |
|             | منظمة التجارة العالمية                      | 23 يوليو 1995        | ?                     |
|             | منظمة الشرطة الجنائية الدولية               | ?                    | ?                     |
|             | الاتحاد الأفريقي                            | 25 مايو 1963         | ?                     |
|             | البنك الإفريقي للتنمية                      | ?                    | ?                     |